# U-Bahn-Station Kaisermühlen
Die Station Kaisermühlen – Vienna International Centre ist eine oberirdische Station der Wiener U-Bahn-Linie U1 im 22. Wiener Gemeindebezirk, Donaustadt. Die Station wurde am 3. September 1982 eröffnet, sie ist nach dem Bezirksteil Kaisermühlen und dem Vienna International Centre, dem dritten Amtssitz der Vereinten Nationen, benannt.
Die beiden Seitenbahnsteige der Station befinden sich in Hochlage von 6,5 m über dem Geländeniveau parallel zur Wagramer Straße. Zu den beiden Empfangsgebäuden unter dem U-Bahn-Tragwerk führen Rolltreppen und Aufzüge. Ausgänge führen einerseits zum United Nations Visitor Center und andererseits zur südlich der Station gelegenen Schüttaustraße. Dort besteht die Möglichkeit, zu den vom Verkehrsunternehmen Gschwindl betriebenen Autobuslinien 20A in Richtung Arbeiterstrandbadstraße und Bruckhaufen, 92A in Richtung Aspern Zachgasse und 92B in Richtung Ölhafen Lobau umzusteigen. Im Sommer halten zusätzliche Pendelbusse zum Strandbad Gänsehäufel.
In unmittelbarer Nähe zur Station befinden sich das Naherholungsgebiet Kaiserwasser bzw. Alte Donau, die UNO-City mit dem Vienna International Centre und dem Austria Center Vienna sowie die Donau City mit der Donaucity-Kirche. Über die Platte der Donau City ist zu Fuß auch der Donaupark mit dem Donauturm zu erreichen. Ausgehend von der Station Kaisermühlen, senkt sich das Niveau der Hochbahnstrecke in südwestlicher Richtung und führt nach rund 200 Streckenmetern unterhalb der Reichsbrücke über die Donau.

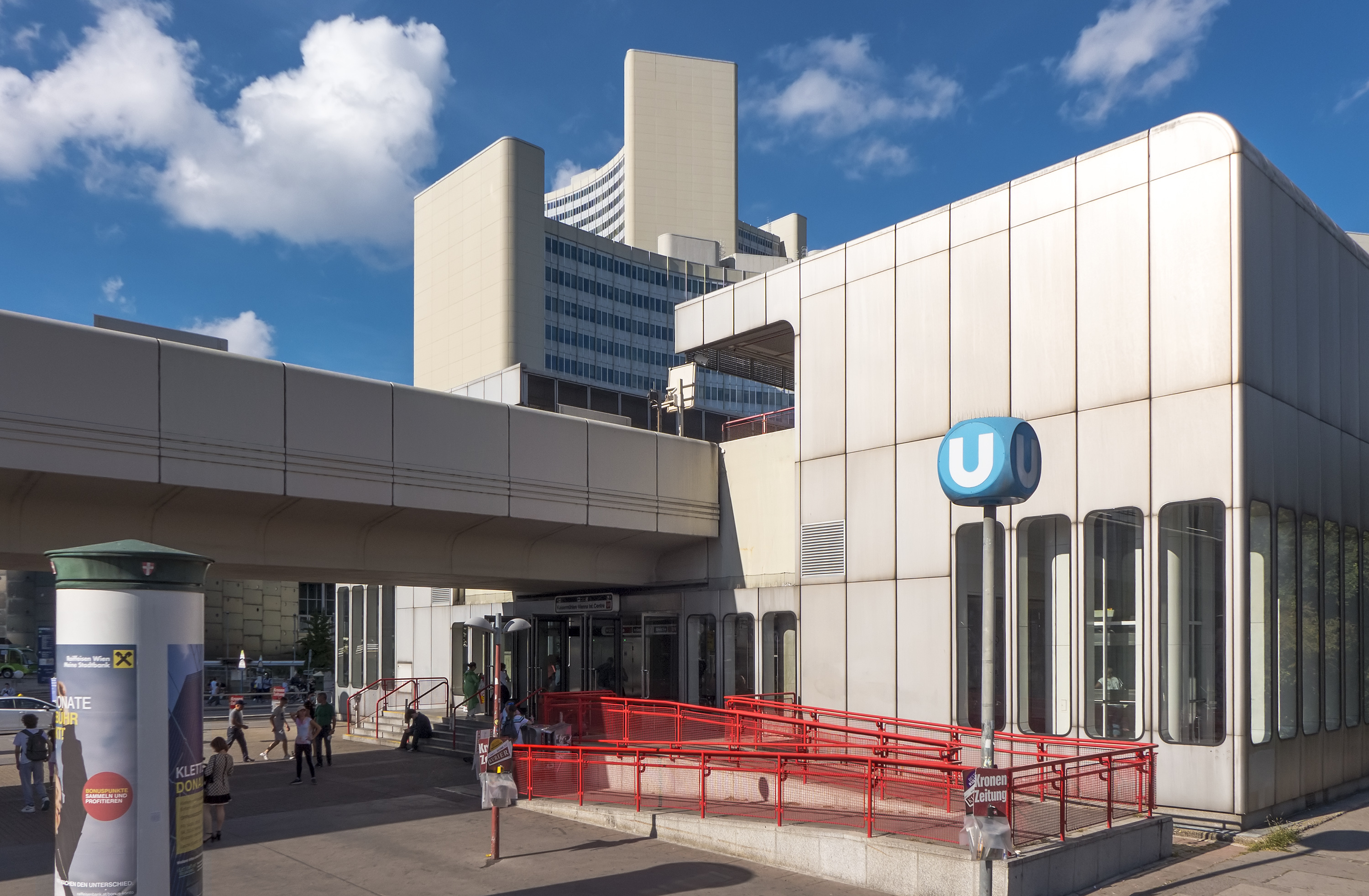
Aufnahmsgebäude
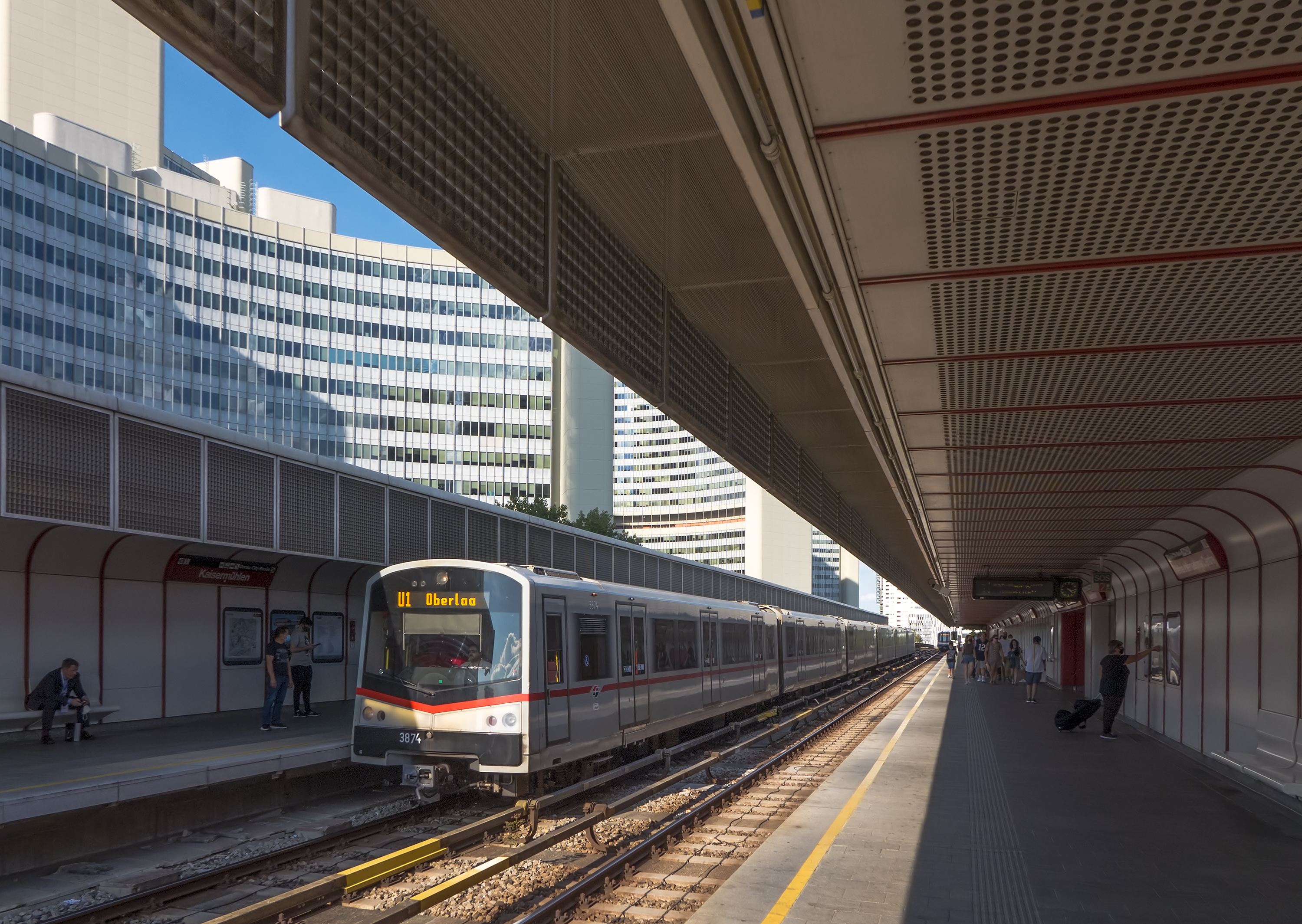
Bahnsteig
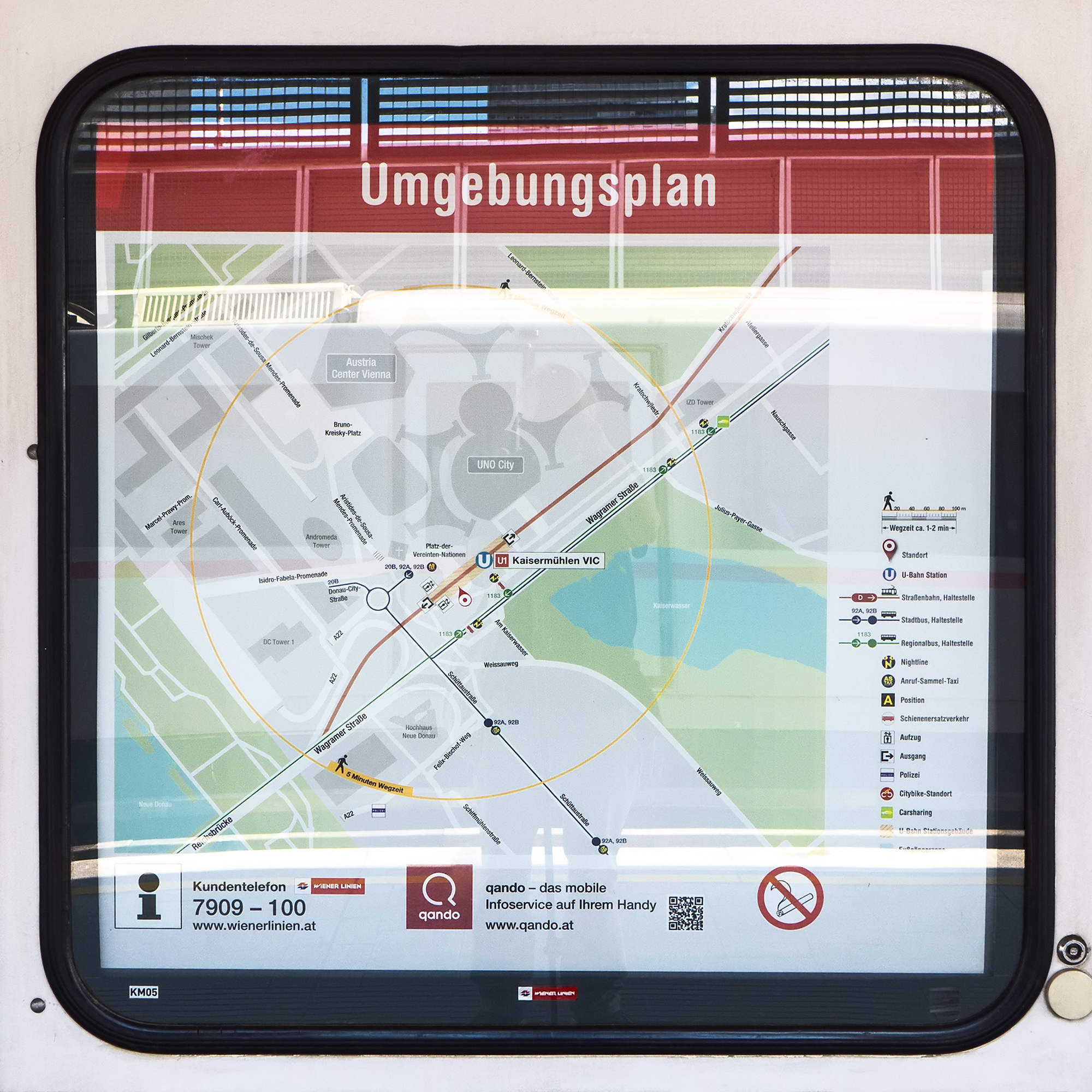
Umgebungsplan